# 한국가톨릭계대학총장협의회
한국가톨릭계대학총장협의회(韓國가톨릭系大學總長協議會)는 로마 가톨릭을 학교 종교로 정한 대학들의 친목을 도모하고, 전국의 가톨릭계 대학의 상호 교류 및 협력을 위해 2009년 설립된 대학 단체이다.

## 회원교
- 가톨릭관동대학교
- 가톨릭대학교
- 가톨릭상지대학교
- 광주가톨릭대학교
- 꽃동네대학교
- 대구가톨릭대학교
- 대전가톨릭대학교
- 목포가톨릭대학교
- 부산가톨릭대학교
- 서강대학교
- 수원가톨릭대학교
- 인천가톨릭대학교

## 연혁
- 2009년 설립

## 같이 보기
- 한국지역대학연합